# Jerzy Darowski
Jerzy Darowski (ur. 7 grudnia 1930 w Zakopanem, zm. 20 maja 2004 tamże) – folklorysta, znawca kultury ludowej Tatr i Podhala, długoletni pracownik Muzeum Tatrzańskiego.
Rodzicami Jerzego Darowskiego byli Tadeusz i Cecylia z Krzewskich. Ukończył szkołę powszechną w Zakopanem, podczas okupacji niemieckiej uczył się na tajnych kompletach. Po zakończeniu wojny podjął naukę w Liceum Ogólnokształcącym i Gimnazjum im. Oswalda Balzera. Maturę zdał w 1949 roku, po czym rozpoczął studia na Wydziale Humanistycznym Uniwersytetu Jagiellońskiego. Po ukończeniu studiów I stopnia zrezygnował z przymusowej praktyki pedagogicznej, co było równoznaczne z przerwaniem nauki.
W latach 1953–1954 był zatrudniony w Domu Książki w Zakopanem, w dziale naukowym, przez następne lata w bibliotekach w Krakowie. Od 1956 roku pracował w Państwowym Instytucie Wydawniczym, w zespole redakcyjnym profesora Juliana Krzyżanowskiego. Uczestniczył w redagowaniu książki Mądrej głowie dość dwie słowie. Jednocześnie podjął, w trybie eksternistycznym, przerwane przed kilku laty studia. W sierpniu 1957 roku rozpoczął pracę w Dziale Biblioteczno-Archiwalnym Muzeum Tatrzańskiego, którego kierownictwo objął w latach 70. Opracowywał zbiory biblioteki i archiwum Muzeum, przygotowywał redakcje wydawnictw muzealnych, scenariusze wystaw stałych i czasowych, prowadził również badania terenowe. Dzięki niemu Muzeum pozyskało zbiory fotografii, tworzących liczące kilkadziesiąt tysięcy pozycji archiwum ikonograficzne, dokumentujące przemiany kulturowe wsi podhalańskich. Był autorem haseł Słownika folkloru polskiego (1965), jednym z współautorów Nowej księgi przysłów i wyrażeń przysłowiowych polskich (1969), autorem informatorów i przewodników muzealnych, publikował między innymi w „Wierchach”, „Roczniku Podhalańskim”, „Polskiej Sztuce Ludowej”, „Fotografii”.
Na emeryturę przeszedł w styczniu 1998 roku. Zmarł 20 maja 2004 roku i został pochowany na cmentarzu parafialnym przy ulicy Nowotarskiej.